# Pentamerone
Pour les articles homonymes, voir Le Conte des contes et Tale of Tales.
Le Pentamerone (du grec ancien πέντε / pénte (« cinq ») et ἡμέρα / hêméra (« jour »)) ou Le Conte des contes (en napolitain : Lo Cunto de li cunti, appelé ensuite Il Pentamerone) est un recueil de quarante-neuf contes populaires de Giambattista Basile, écrit en napolitain et publié de manière posthume à Naples en cinq volumes, de 1634 à 1636, sous le pseudonyme anagrammatique de Gian Alesio Abbattutis,.
Précédant d'au moins un demi-siècle Charles Perrault, et deux siècles avant les frères Grimm, l'œuvre constitue le premier recueil littéraire européen entièrement composé de contes.

## Historique
Le recueil aujourd'hui connu sous le titre Il Pentamerone est publié pour la première fois à Naples entre 1634 et 1636 sous le titre Lo cunto de li cunti overo lo Trattenemiento de peccerille (« Le Conte des contes ou le divertissement des petits enfants »). Il est écrit en napolitain, ce qui explique en grande partie qu'il restera quasiment ignoré en Europe du Nord pendant quelque deux cents ans. Les contes recueillis par Giambattista Basile, comte de Torrone (v.1570-1632), l'auraient été principalement en Crète et à Venise. Publié après la mort de Basile, le recueil sera ultérieurement désigné Il Pentamerone, vers 1674, en référence au Décaméron de Boccace (1349-1353), dont il reprend le schéma général. Quarante-neuf des cinquante contes du livre sont introduits par un premier conte qui leur sert de cadre, et dans lequel un groupe de personnes, durant cinq journées, sont amenés à raconter des histoires. D'autres recueils européens d'histoires postérieurs au Décameron lui avaient déjà emprunté le principe, comme Les Contes de Canterbury de Chaucer (XIVe siècle également).
Beaucoup de contes figurant dans le Pentamerone en constituent les versions les plus anciennes existantes.

## Influence
Alors que, déjà auparavant, d'autres recueils d'histoires avaient inclus des récits pouvant être qualifiés de contes de fées, comme Les Nuits facétieuses de Straparola, le Pentamerone est le premier dans lequel toutes les histoires entrent dans cette catégorie. Quoique Basile n'ait pas transcrit ses contes de la tradition orale comme le ferait un collecteur moderne, il les a écrits en dialecte et, à de nombreux égards, il est le premier écrivain à préserver les intonations orales.
Si l'œuvre, principalement en raison du fait qu'elle est composée en dialecte, est longtemps restée méconnue, les frères Grimm, dans la troisième édition de Contes de l'enfance et du foyer (1837), la placent en haute estime en tant que première collection « nationale » de contes populaires, s'accordant avec leurs vues nationalistes romantiques et capturant la voix napolitaine. Le recueil, par la suite, commencera à susciter un large intérêt. Les Grimm furent à l'initiative de la traduction allemande par Felix Liebrecht de 1846.

« Ce recueil [le Pentamerone de Basile] fut pendant longtemps le meilleur et le plus riche trouvé par une nation. Non seulement les traditions à cette époque étaient-elles en elles-mêmes plus complètes, mais l'auteur avait un talent spécial pour les collecter et, de plus, une connaissance intime du dialecte. Les histoires sont racontées quasiment sans rupture, et le ton, du moins dans les contes napolitains, est capturé à la perfection [...] Nous pouvons dès lors regarder ce recueil de cinquante contes comme la base de beaucoup d'autres car, quoique ce ne fût pas le cas en réalité et si, en effet, il ne fut pas connu en dehors du pays où il est apparu et ne fut jamais traduit en français, il a malgré cela l'importance d'une base, redevable à la cohérence de ses traditions. Parmi ces contes, deux tiers, pour ce qui est des épisodes principaux, peuvent être trouvés en Allemagne, et sont courants dans ce pays aujourd'hui même. Basile ne s'est permis aucune altération et à peine, même, aucun ajout important, et c'est cela qui donne une valeur particulière à son œuvre. »

— Wilhelm Grimm
Des échos de plusieurs de ses récits se retrouvent ainsi dans des contes de Charles Perrault et des frères Grimm. C'est par exemple le cas de Peau d'âne ("L'ourse", II, 6), de Cendrillon ("La Chatte des cendres", I, 6), du Chat botté ("Cagliuso", II, 4), des Fées ("Les deux petites pizzas", IV, 7 et "Les trois fées", III, 10), de La Belle au bois dormant (Soleil, Lune et Thalie, V, 5) de Perrault; de Hänsel et Gretel des Grimm ("Nennillo et Nennella", V, 9).
On peut supposer[réf. nécessaire] qu'un exemplaire du recueil (en napolitain) a été importé en France, peut-être par Jean Mabillon, au moment de la mode des contes de fées, vers 1685.

## Géographie des histoires
Les contes de Giambattista Basile sont ancrés dans la Basilicate et dans les paysages de la Campanie, où il a passé la plus grande partie  de sa vie parmi les nobles locaux. Parmi les lieux liés à l'histoire, on trouve la ville de Acerenza et le château de Lagopesole, lié au conte de fée Raiponce. Un musée des contes de fées s'est d'ailleurs ouvert à Acerenza.

## Composition et liste des contes
Le Pentamerone est structuré autour d'un récit-cadre dans lequel sont racontées quarante-neuf histoires sur une période de cinq jours (au lieu de dix jours dans le Décaméron).

### Récit-cadre

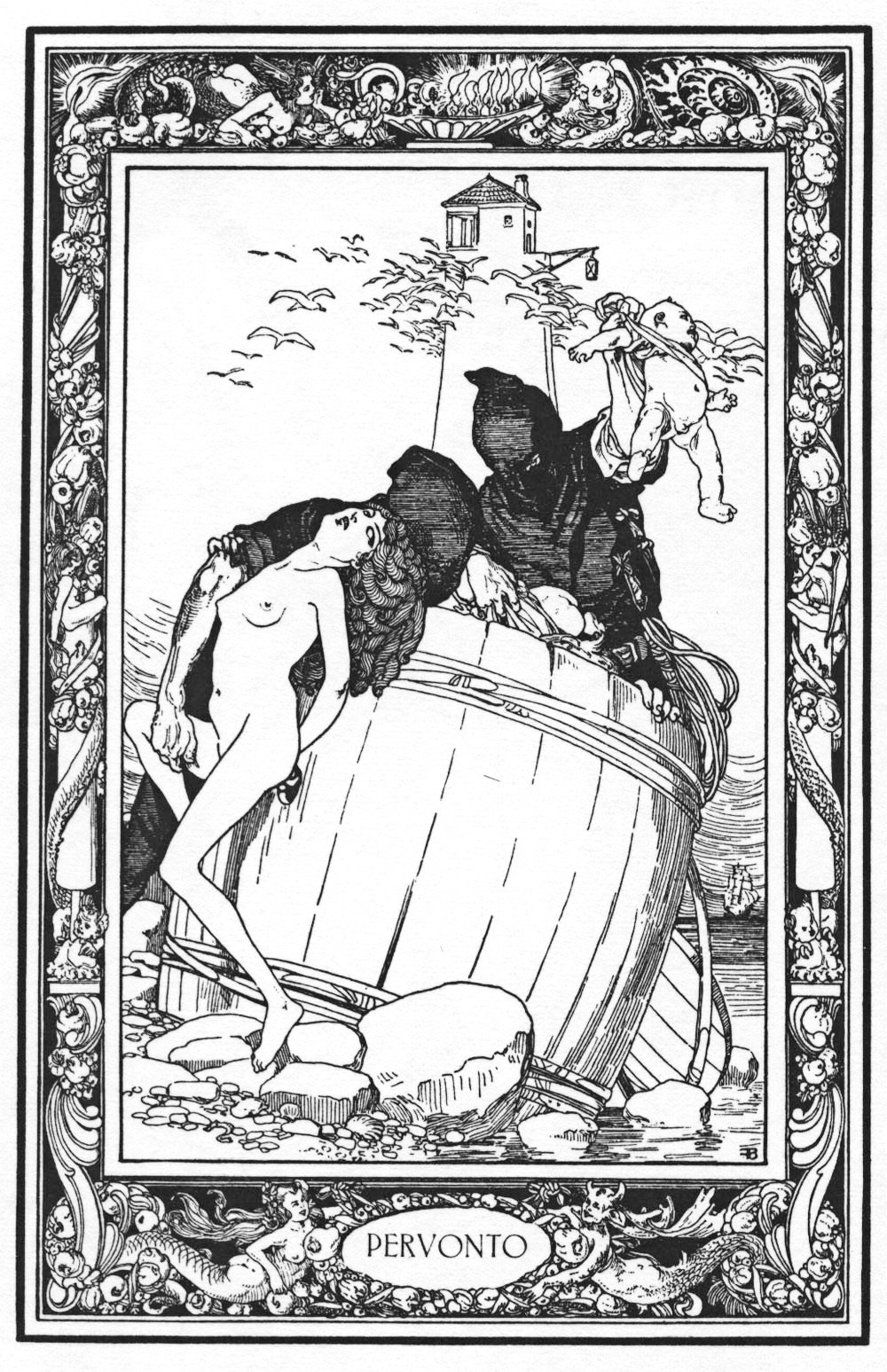
Peruonto (I-3). Illustration de Franz von Bayros (1909).

Le récit-cadre, qui constitue un conte à part entière – conte de type AT 425 : version d'Amour et Psyché ; cf. La Fauvette-qui-saute-et-qui-chante et Le Fourneau (Grimm, KHM 88 et KHM 127) –, est celui d'une princesse dénommée Zoza, unique fille du roi de Vallée Velue. Quoi que son père fasse pour la divertir, elle ne rit jamais. Aussi le roi fait-il installer une fontaine d'huile près de leur porte, dans l'espoir que voir des gens essayer d'échapper aux jets d'huile et glisser réussira à la dérider.
Une vieille femme essaye de prendre de l'huile, mais un page brise sa cruche en jetant un caillou. Alors, la vieille hurle et se met tellement en colère qu'elle sautille sur place, découvrant son entre-jambes. Zoza, qui assiste à la scène, finit par exploser d'un grand éclat de rire, mais cela irrite plus encore la vieille femme. Elle jette un sort à la jeune fille : la princesse ne pourra épouser que le prince de Ronde Prairie, Tadeo, qu'une fée a endormi au moyen d'un maléfice et dont le corps a été déposé dans une tombe. Zoza apprend qu'elle ne peut le réveiller qu'en remplissant une cruche de larmes en seulement trois jours. Zoza, alors, se met en quête de son promis et, au cours de son voyage, visite successivement quatre fées, qui lui donnent une noix, une châtaigne et une noisette. Au bout de sept ans, Zoza trouve enfin la sépulture du prince et, à côté, la cruche. Elle a presque fini de la remplir de larmes, quand le sommeil la gagne et elle s'endort. Une esclave mauresque vole alors le récipient, finit de le remplir, et réclame de devenir l'épouse du prince.
Zoza, par la suite, retrouve le prince et Lucia, l'esclave, qui est désormais son épouse. Zoza ouvre les trois fruits que les fées lui ont donnés : de la noix sort un nain chanteur, de la châtaigne une poule et des poussins d'or, et de la noisette une poupée qui file de l'or. La reine-esclave, tombée enceinte entre-temps, menace d'écraser Giorgio, l'enfant qu'elle porte, si elle n'obtient pas ces objets. Zoza les lui cède l'un après l'autre et, à cause d'eux, l'esclave éprouve soudain l'irrésistible envie d'écouter des histoires. Poussé par sa femme, qui lui fait toujours la même menace, Tadeo engage alors dix conteuses, parmi lesquelles se glisse Zoza déguisée. Chacune des femmes racontera cinq histoires. La supercherie de la Maure est dévoilée dans la toute dernière histoire (comme il convient, c'est Zoza qui la raconte) : l'usurpatrice est condamnée à mort et, sans avoir accouché, est enterrée dans le sol jusqu'au cou. Zoza et le prince peuvent alors vivre heureux jusqu'à la fin de leurs jours.
Ce récit-cadre est en lui-même un conte de fée, combinant des motifs qui apparaîtront dans d'autres histoires : la princesse qui ne peut pas rire apparaît dans Le Cygne magique (conte allemand), L'Oie d'or (Grimm, KHM 64), et La Princesse qui ne riait jamais (conte russe) ; le sort jeté qui condamne à n'épouser qu'une seule personne bien précise, difficile à trouver, figure dans Blanche-comme-neige-rouge-comme-feu (conte italien) et Anthousa, Xanthousa, Chrisomalousa (conte grec) ; l'héroïne qui tombe endormie au moment où elle est en train de sauver le héros et le laisse ainsi livré à la ruse se trouve dans Le Prince endormi (conte grec) et Nourie Hadig (conte arménien).
Les contes sont récités au fil de cinq journées consécutives, à raison d'un par jour et par conteuse.

## Extrait
« Alors la vieille, qui n'avait pas la langue dans sa poche et n'aimait pas qu'on lui chatouille la croupe, se tournant vers le page, l'entreprit ainsi : « Ah, chenapan, fripon pisseux merdeux, culeron sans cervelle, saltimbanque à grelots, graine de potence, âne bâté ! Voyez-vous cela ! Les poussins aussi ont des prétentions ! Que la peste t'étouffe et que ta mère l'apprenne ! Puisses-tu ne pas passer le printemps ! Puisses-tu crever d'un coup de lance catalane, ou mieux, étranglé par une corde pour que ton sang ne coule pas ! Maux de la terre, sus au morveux, toutes voiles dehors ! Et qu'on en disperse la semence ! Vaurien, traîne misère, fils de pute, malandrin ! »

— Giambattista Basile, Le Conte des contes ou le Pentamerone (trad. Françoise Decroisette)

## Traductions
L'ouvrage fut plusieurs fois réédité en napolitain entre 1636 et 1728, mais traduit seulement en 1712 en bolonais et en 1747 en italien (traduction anonyme). L'œuvre ne fut véritablement exhumée que lorsqu'elle fut traduite en allemand par Felix Liebrecht, dans une traduction préfacée par Grimm (1846), puis en anglais, par John Edward Taylor (en) (1848) et Richard Francis Burton (1893). Les premières éditions/adaptations pour enfants avec illustrations suivirent (Florence, 1889; Londres, 1893; Londres, 1911; Boston-New York, W. Crane, 1885).
La traduction de Benedetto Croce (Bari, 1925) fit redécouvrir l'œuvre et lui donna ses lettres de noblesse en Italie, en même temps qu'elle servit de base à de nouvelles traductions étrangères (en anglais, par Penzer, 1932).

### En allemand
Le texte a été traduit en allemand par Felix Liebrecht en 1846.

### En anglais
La collection est traduite pour la première fois en anglais (partiellement) par John Edward Taylor (en) en 1848. Dix-neuf histoires ne sont pas traduites par Taylor, et donc non disponibles en anglais avant la fin du XIXe siècle.
La préface de l'édition rend compte de la genèse et des principes de cette traduction. Le recueil est de plus illustré de planches gravées de l'illustrateur George Cruikshank, qui ne suit pas l'ordre des contes dans le recueil, mais regroupe généralement des vignettes concernant plusieurs histoires différentes sur la même page.
Une autre traduction en anglais par Sir Richard Francis Burton est publiée en 1893.
Une nouvelle traduction en anglais, fondée sur celle en italien de Croce (1925) et réalisée par Norman N. Penzer, paraît en 1934.
Une traduction moderne par Nancy L. Canepa, professeur associée au Dartmouth College, est sortie en 2007 chez Wayne State University Press.

### En italien
Une traduction en italien par Benedetto Croce est publiée en 1925.
L'édition moderne de référence, bilingue napolitain / italien est Lo Cunto de li cunti, traduit et annoté par Michele Rak (it), éditions Garzanti, Milan, 1986, plusieurs fois réédité.

### En français
Dans Les Contes de ma mère l'Oye avant Perrault de Charles Deulin, publié en 1878, figure la traduction en français, parmi d'autres, de six histoires extraites du Pentamerone : Cendrillon (I-6), Gagliuso (II-4), L’Ourse (II-6), Les Deux Galettes (IV-7), Le Soleil, la Lune et Thalie (V-5), Poucet et Poucette (V-8).
En France, ce sont les éditions de L'Alphée (collection italienne dirigée par Michel Orcel) qui donnent en 1986 la première traduction en français de dix contes par Myriam Tanant, sous le titre Le Conte des contes ; cette traduction est aujourd'hui disponible en version numérique, sous le titre La Chatte Cendrillonne et autres contes aux éditions Arcade Ambo.
Une autre traduction, intégrale cette fois, par Françoise Decroisette, est publiée en 1995 aux éditions Circé, toujours sous le titre Le Conte des contes.
En 2003, l'École des loisirs publie une sélection adaptée pour les enfants sous le titre Contes napolitains. Elle contient L'Oisonne,  Les Trois rois animaux, Ninnillo et Nennella, La galerie de cristal, La Statue merveilleuse, Les Sept palombes et La Pierre du coq.

## Adaptations
Le réalisateur Matteo Garrone a adapté sous le titre Tale of tales en 2015 trois contes de la première journée du Pentamerone : (I, 5) La Puce ; (I, 9) La Biche ensorcelée et (I, 10) La Vieille écorchée.
Ils sont tissés ensemble, transportés dans un univers de fantasy et intégrés à une narration linéaire, avec un accent mis sur des thèmes comme l'obsession monomaniaque, la filiation et ses tensions ou certains mythes contemporains comme l'obsession du rajeunissement.

## Études
- Italo Calvino, Défis aux labyrinthes II, trad. fr. Paris, Seuil, 2003 (préface à la réédition de la traduction de Benedetto Croce, 1974).
- Nancy N. Canepa, From Court to Forest. Giambattista Basile's Cunto de li Cunti ans the Birth of the Literary Fairy Tale, Wayne State University, Detroit, 1999.
- Patricia Eichel-Lojkine, Contes en réseaux. L'émergence des contes sur la scène littéraire européenne, Genève, Droz, 2013.
- J. Ferrari, « De la littérature populaire en Italie, II : Naples – Milan – Bologne », dans La Revue des deux mondes, t. XXI (1880), p. 505-531. – en ligne sur Gallica.
- Suzanne Magnanini, "Postulated Routes from Naples to Paris: The Printer Antonio Bulifon and Giambattista Basile's Fairy Tales in Seventeenth Century France", Marvels and Tales, volume 21, number 1, 2007, pp. 78-92.
- Vincenzo Palmisciano, «Novità per il profilo biografico di Andreana, Giovan Battista Basile e Giulio De Grazia», dans Archivio Storico per le Province Napoletane, CXL dell'intera collezione, 2022, pp. 161–166.

### Crédits de traduction
- (en) Cet article est partiellement ou en totalité issu de l’article de Wikipédia en anglais intitulé « Giambattista Basile » (voir la liste des auteurs).